# Marzahn
Marzahn, stadsdel i östra Berlin.
Marzahns betonghöghus är kända som en del i DDR:s motsvarighet till det svenska miljonprogrammet.